# Vickers Wellesley
O Vickers Wellesley foi um bombardeiro rápido britânico dos anos 30 construído por Vickers-Armstrongs para a Royal Air Force. Apesar de estar obsoleto no começo da Segunda Guerra Mundial e não ser adaptado para a guerra aérea na Europa, foi usado com êxito nos teatros desérticos do leste de África, Egito e Oriente Médio.

## Variantes
- Type 281 Wellesley
- Type 287 Wellesley Mk I
- Wellesley Mk II
- Type 289
- Type 291
- Type 292
- Type 294
- Type 402